# Tivadar
Tivadar là một thị trấn thuộc hạt Szabolcs-Szatmár-Bereg, Hungary. Thị trấn này có diện tích 4,8 km², dân số năm 2010 là 191 người, mật độ 40 người/km².